# Acdestoides praecursor
Acdestoides praecursor (лат.) — вид вымерших сумчатых млекопитающих из семейства Palaeothentidae, единственный в роде Acdestoides. Известен по остаткам, найденным изначально в верхнеолигоценовых (десеад) породах провинции Чубут (Аргентина), а позже там же — в нижнемиоценовых (колуэуап).

## История изучения
Вид впервые описан Лумисом в 1914 году по голотипу AC 3020 — фрагменту правой части нижней челюсти со вторым моляром (M2). Коронки третьего премоляра (P3) и первого моляра M1 впоследствии, уже после описания, были утрачены. В разное время вид относили к родам Callomenus и Palaeothentes, пока в 1993 году Bown и Fleagle не выделили его в отдельный род Acdestoides.

### Синонимы
- Callomenus praecursor Loomis, 1914
- Acdestis praecursor (Loomis, 1914) — комбинация создана Pascual и Odreman Rivas в 1971 году
- Palaeothentes praecursor (Loomis, 1914) — комбинация создана Patterson и Marshall в 1978 году[2]

## Описание
Довольно крупный из известных представителей семейства Palaeothentidae.
В отличие от Acdestis, у него M2 имеет большее соотношение длины и ширины, немного более длинный энтокристид, более глубокий гипофлексид, заднеязычно-переднегубноориентированный постваллид.
В отличие от Acdestodon bonapartei, у него M2 имеет небольшой параконид, переднегубно-заднеязычно- (а не перпендикулярно-) ориентированный протокристид, большее соотношение длины и ширины, более длинный энтокристид и более глубокий гипофлексид.
В отличие от Trelewthentes rothi, у него M2 имеет большее соотношение длины и ширины, более длинный энтокристид (закрывающий талонидный бассейн с язычной стороны), более глубокий гипофлексид и переднегубно-заднеязычно- (а не переднеязычно-заднегубно-) направленный постваллид.